# Нагвазу
Нагвазу (груз. ნაგვაზუ) — село в Грузії.
За даними перепису населення 2014 року в селі проживає 52 особи.